# ことわざハウス
『ことわざハウス』（ことわざはうす）は、1987年4月4日から1994年9月28日までフジテレビで放送されたテレビアニメである。原案およびアニメーション製作は、エイケン。

## 放送概要
1987年4月4日に『ことわざハウス 健康編』として放送開始。1988年4月2日から現在のタイトルに変更。毎回1つのことわざをテーマに、アニメと実写でわかりやすく解説される。

## 声の出演
- おばあちゃん - 斉藤昌
- ペータ、医者、課長 - 竹村拓
- サエコ、看護婦 - さとうあい

## 放送局
- フジテレビ
- 長野放送
- 山陰中央テレビ